# Matt Willis

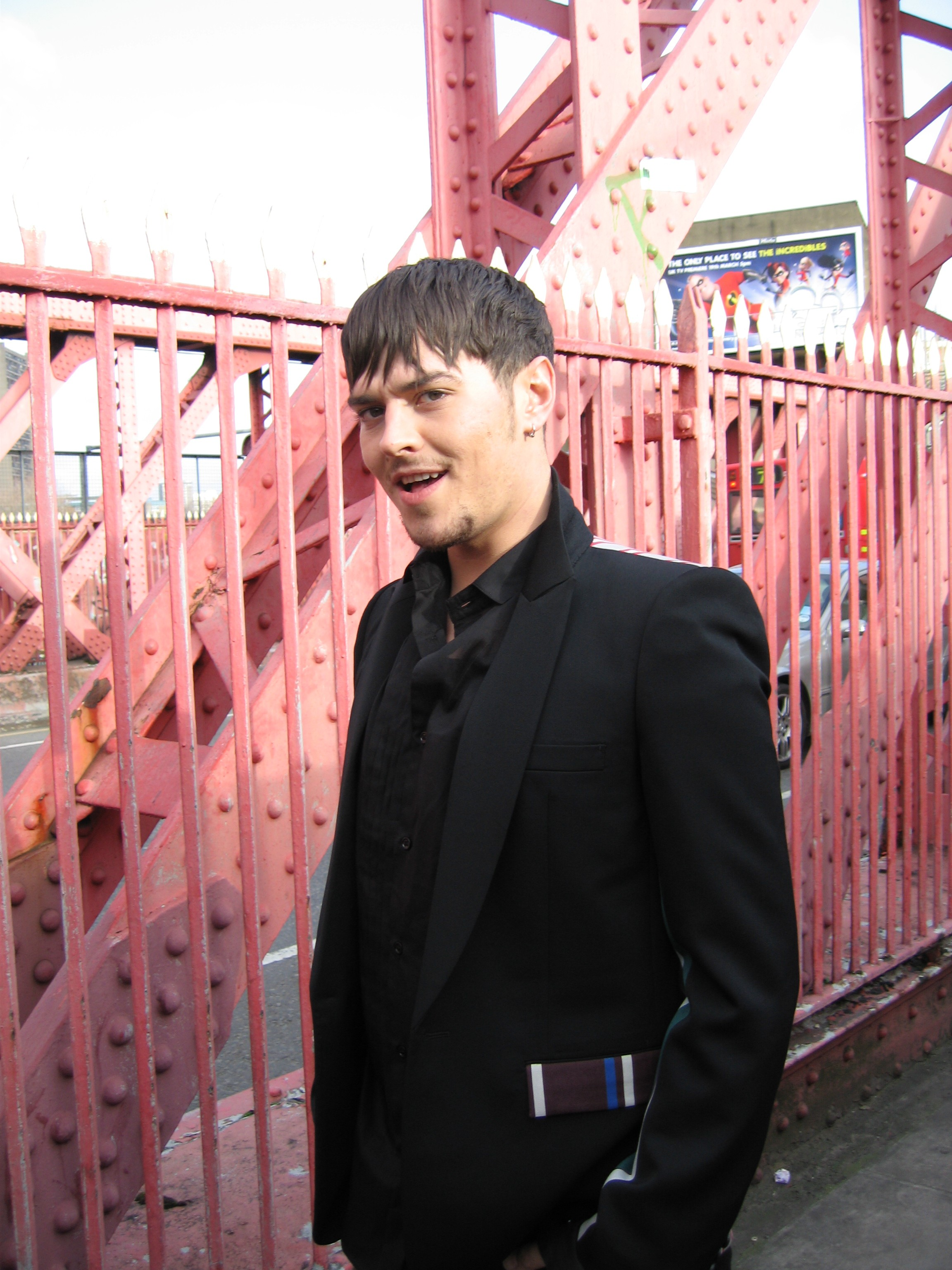
Matt Willis (2006)

Matthew James Willis (* 8. Mai 1983) ist ein britischer Sänger und Songwriter aus Tooting (Süd-London) und Mitglied der Band Busted. Sein musikalisches Talent wurde von seiner Mutter verhältnismäßig spät entdeckt und er besuchte nur kurzzeitig eine Musikschule, da sich seine Familie diese nicht leisten konnte. Durch Zufall entstand später die Band Busted, mit der er seine größten Erfolge verzeichnen konnte.

## Zeit bei Busted

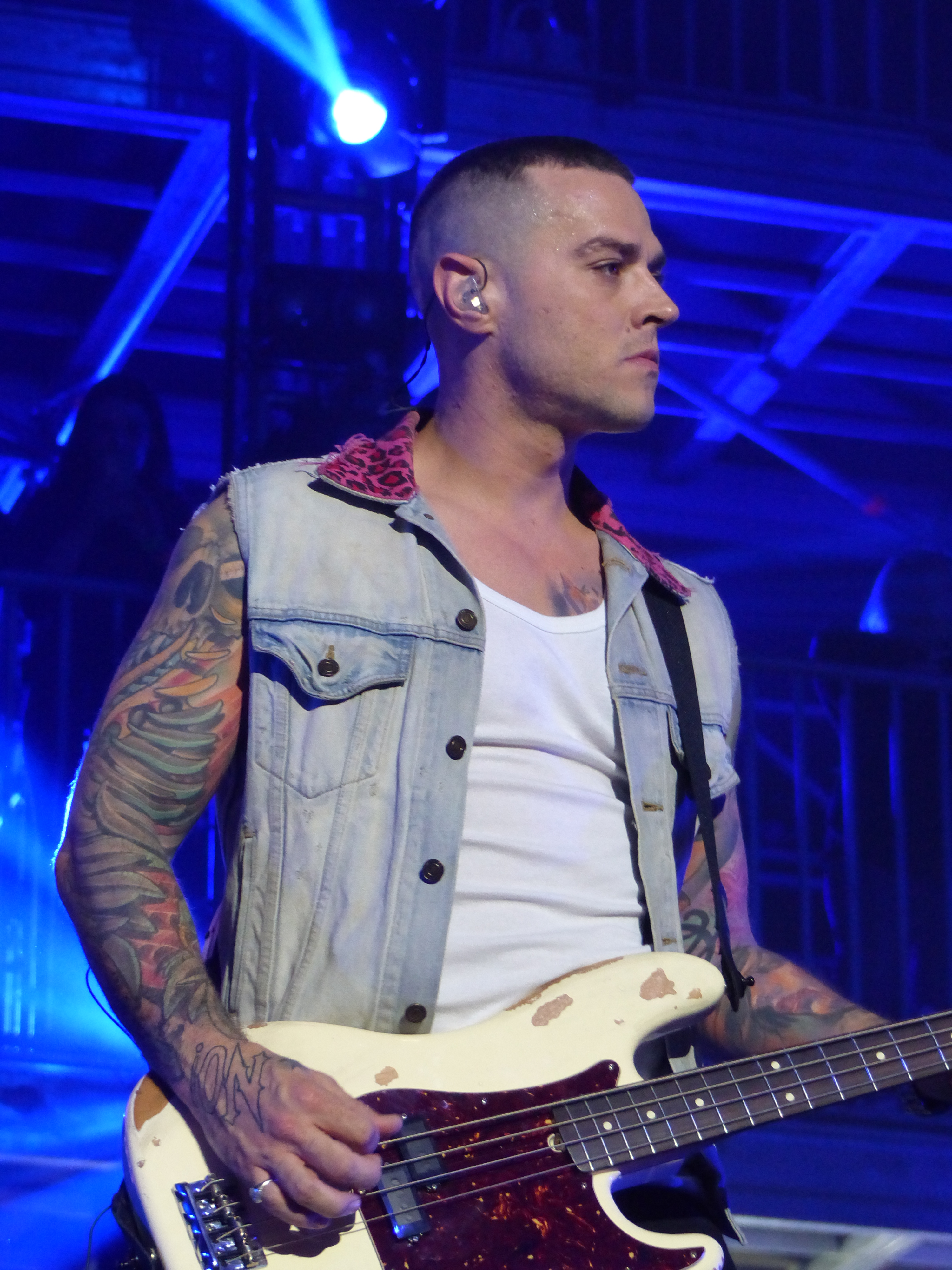
Matt Willis (2016)

Willis war, neben James Bourne und Charlie Simpson, Bassist und Sänger von Busted. Er schrieb einige der erfolgreichsten Lieder von Busted, u. a. What I Go To School For. Trotz ihres immensen Erfolges, beide Alben wurden in Großbritannien allein je über eine Million Mal verkauft, trennte sich die Band am 14. Januar 2005. Busted waren auch in Australien, Japan, den Niederlanden, Spanien und Deutschland sehr erfolgreich.
Willis sprach in der Öffentlichkeit über die Streitigkeiten, die es in Busted während ihrer letzten Monate gab. Ferner gab er an, dass diese Streitigkeiten bei weitem übertrieben waren. Willis begab sich freiwillig in eine Entzugsklinik, um ein Trinkproblem, an dem er seit 2005, nach der Trennung von Busted, litt, zu kurieren. Allerdings bemerkte er später, dass sein Problem nicht so schlimm war, wie er gedacht hatte und so verließ er die Klinik nach zwei Wochen wieder. Sein Kommentar dazu war, es wäre ihm zu langweilig. Abgeholt wurde er von seiner Freundin, der britischen MTV-Moderatorin Emma Griffiths.
In der Zeit von 2013 bis 2015 war er Mitglied der Supergroup McBusted. Seit der Neugründung von Busted im Jahr 2015 ist Willis wieder Bestandteil der Gruppe.

## Solo-Karriere
2006 startete Willis seine Solo-Karriere. Er schrieb einige Songs, die er als Stadium Pop/Punk bezeichnet. Unter seinen Lieblingsbands sind blink-182, Green Day, Foo Fighters und Madness.
Am 20. März 2006 war sein Debütauftritt an der Northumbria University in Newcastle als Teil der britischen MTV-Serie Spanking New Music Week. Außerdem unterstützte er seine Freunde, die Band McFly, auf ihrer Tour auf zwei Konzerten, mit dem Song Don’t Stop Me Now, welcher im Original von Queen stammt.
Zwei der Songs von Willis wurden in Filmen gespielt, Hey Kid in Stormbreaker und in der US-amerikanischen Komödie Rache ist sexy (John Tucker Must Die). Es gab zwei verschiedene Musik-Videos, für jeden Film eines.
Seine vorläufig letzte Single Crash ist in Großbritannien am 16. April 2007 erschienen und ist das Titellied zum Film Mr. Bean macht Ferien. Die Single schaffte es ohne Promotion auf Platz 31 der englischen Charts. Rowan Atkinson, der Star des Films, erscheint auch im Video zu Crash.
Nachdem mehrere inoffizielle Quellen angaben, Willis wäre von seinem Label Mercury Records gekündigt worden, gab er vor kurzem zu verstehen, dass er mit seinem Label zwar von nun an nicht mehr zusammenarbeite, dieses aber auf freundschaftlicher Basis geschehen sei. Ferner gab er vor kurzem zu verstehen, dass er sich nun zuerst auf seine bevorstehende Hochzeit kümmern werde und es daher ein Jahr dauern werde, bevor er wieder aktiv im Musikgeschäft tätig ist. Dazu meinte er, dass ihm eine Solo-Karriere viel zu stressig ist und er deswegen eine neue Band formieren werde.

## I’m A Celebrity, Get Me Out Of Here!

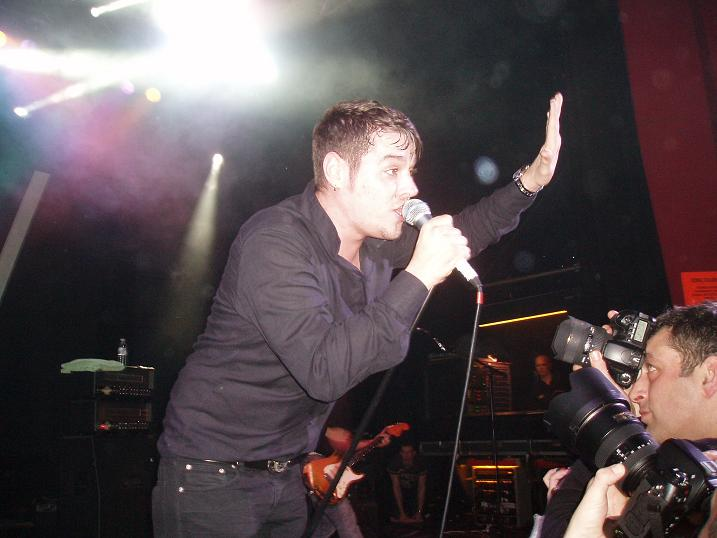
Matt Willis live in London, Shepherd’s Bush Empire

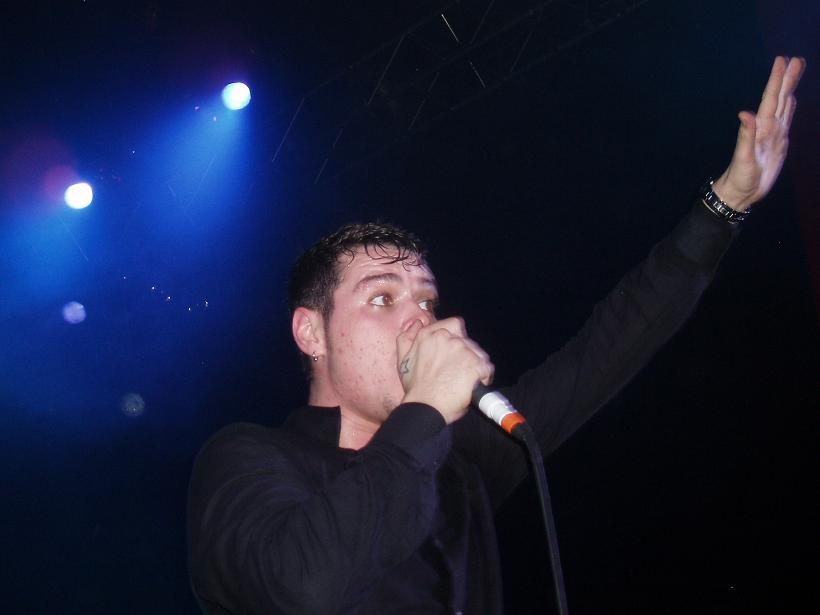
Ebenfalls in London aufgenommen

Im Dezember 2006 wurde Willis vom britischen TV-Sender ITV zum König des Dschungels gekrönt. Er war von den Zuschauern als Gewinner der Sendung I’m a Celebrity, Get Me Out of Here! (Ich bin ein Star – Holt mich hier raus!) gewählt worden. Später bemerkte er, dass er während seines Aufenthalts in Australien über 12 kg Gewicht verloren hatte. Als Aufgaben im Dschungel musste er u. a. einen Bungee-Sprung aus einem Flugzeug wagen. Außerdem musste er Känguru-Enddarm, Krokodil-Penis, Krokodil-Auge, Mehlwürmer und Riesenraupen essen, um sich selbst und den anderen Teilnehmern ein Luxusessen zu verdienen.

## Tour
Im Februar 2007 ging Willis auf seine erste Solo-Tour durch Großbritannien. Unterstützt wurde er von der Band The Riverclub. Die zehn Konzerte fanden in eher kleineren Konzertsälen statt, darunter das bekannte Shepherd’s Bush Empire in London. Die Tourdaten:
| Veranstaltungsort             | Datum                        |
| ----------------------------- | ---------------------------- |
| Sheffield Leadmill            | Freitag, 16. Februar 2007    |
| Manchester Academy 2          | Samstag, 17. Februar 2007    |
| Bristol Academy               | Montag, 19. Februar 2007     |
| London Shepherd’s Bush Empire | Mittwoch, 21. Februar 2007   |
| Norwich UEA                   | Donnerstag, 22. Februar 2007 |
| Portsmouth Pyramide           | Samstag, 24. Februar 2007    |
| Wolverhampton Wulfrun Hall    | Sonntag, 25. Februar 2007    |
| Liverpool Carling Academy     | Dienstag, 27. Februar 2007   |
| Newcastle University          | Mittwoch, 28. Februar 2007   |
| Glasgow ABC                   | Donnerstag, 1. März 2007     |

## Sonstige Projekte
Am 14. Februar 2007 war Willis einer der Gastgeber der Brit Awards, einer der wichtigsten Musikpreise. Am 21. März moderierte er mit seiner Freundin Emma Griffiths die MTV Hits night der englischen MTV-Show Spanking new Music Tour 2007 live in Bristol.
2007 und 2008 moderierte er mit seiner Verlobten, Emma Griffiths, die jeweiligen Staffeln der Serie I’m A Celebrity, Get Me Out Of Here, die er 2007 selber gewonnen hatte. Danach folgten mehrere Auftritte als Moderatoren in diversen Shows.
Ferner widmete er sich als DJ in diversen großen Londoner Clubs einer alternativen Musikrichtung.
Im Sommer 2008 heiratete er seine Langzeitfreundin Emma Griffiths und im Juni 2009 kam ihre erste gemeinsame Tochter zur Welt.
Gegen Ende des Jahres soll das erste Album seiner neu geformten, noch namenlosen Band veröffentlicht werden, an deren neuen Songs er schon seit einiger Zeit arbeitet.
Im November 2011 wurden Matt und Emma Eltern eines Sohnes. Außerdem spielt Willis 2012 die Figur des Fiyero Tiggular im Musical Wicked – Die Hexen von Oz in London.

## Solo-Diskografie

### Alben
| Jahr | Titel                    | Höchstplatzierung, Gesamtwochen, AuszeichnungChartsChartplatzierungen (Jahr, Titel, Platzierungen, Wochen, Auszeichnungen, Anmerkungen) | Anmerkungen |
| Jahr | Titel                    | UK | Anmerkungen |
| ---- | ------------------------ | --- | ----------- |
| 2006 | Don’t Let It Go to Waste | UK66 (4 Wo.)UK |             |

### Singles
| Jahr | Titel Album                           | Höchstplatzierung, Gesamtwochen, AuszeichnungChartsChartplatzierungen (Jahr, Titel, Album, Platzierungen, Wochen, Auszeichnungen, Anmerkungen) | Anmerkungen |
| Jahr | Titel Album                           | UK | Anmerkungen |
| ---- | ------------------------------------- | --- | ----------- |
| 2006 | Up All Night Don’t Let It Go to Waste | UK7 (4 Wo.)UK |             |
| 2006 | Hey Kid Don’t Let It Go to Waste      | UK11 (5 Wo.)UK |             |
| 2006 | Don’t Let It Go to Waste              | UK19 (4 Wo.)UK |             |
| 2007 | Crash Don’t Let It Go to Waste        | UK31 (2 Wo.)UK |             |